# Harold Walden
Harold Walden, född 10 oktober 1887 i Ambala, död 2 december 1955 i Leeds, var en brittisk (engelsk) fotbollsspelare.
Walden blev olympisk guldmedaljör i fotboll vid sommarspelen 1912 i Stockholm.